# استارزتراک
«استارزتراک» تک‌آهنگی از تری‌اوه‌تری و کیتی پری است که در سال ۲۰۰۹ میلادی منتشر شد.